# Martín Liberman
Martín Liberman (Buenos Aires, 21 de septiembre de 1974) es un periodista deportivo, presentador, productor, comentarista de Radio argentino. Actualmente conduce Debate F por Star+, es periodista deportivo exclusivo para el Continente Americano en Tigo Sports y diariamente conduce el programa de radio Liberman en Línea por Late 93.1 de Puerto Madero. 

## Vida personal
En 2003, se casó con Marcela Greco, de quien se separó en 2016. Ambos tienen un hijo llamado Blas. En 2019 se casa con la bailarina Ana Laura López, con quien fueron amantes. Producto de la relación con Ana, el 9 de mayo de 2022, nació Milo, el segundo hijo de Martín Liberman y primero de su segundo matrimonio.

## Trayectoria
Martín estudió periodismo deportivo en la Escuela Superior de Ciencias Deportivas de Marcelo Araujo y Fernando Niembro.
Liberman fue integrante de canales como Canal 26 y Fox Sports. También ha incursionado en radio.
Fue participante del programa de televisión Bailando 2014 que se emite dentro del reality Showmatch, siendo eliminado en la quinta gala ante María Eugenia Ritó, que obtuvo el 51.34% de los votos del público.
Dos años después, volvió a participar en el reality Showmatch en el Bailando 2016. Abandonó el programa en agosto de ese año. En abril de 2016, regresó a la pantalla de Canal 26 con su programa Liberman en Línea.
En 2017, entrevistó a Cristiano Ronaldo en la previa de la final de Liga de Campeones de la UEFA.
Por su trabajo en Debate Final, en 2017 ganó un premio Martín Fierro de Cable a la mejor conducción masculina.

### Otras participaciones en Medios
Desde abril de 2019, conduce el espacio matutino Agenda Fox Sports, reemplazando a Alina Moine, quien pasó a conducir el noticiero nocturno Central Fox, junto con Juan José Buscalia.
El 20 de enero de 2020, Fox Sports Argentina, decidió que Martín Liberman dejaba de ser el conductor principal de Agenda Fox Sports, en reemplazo de él, tomara lugar Luciana Rubinska, que ya había formado en las etapas distintas del mencionado programa, pero siguiendo como conductor principal de Debate Final.
En 2020 desde mayo a diciembre condujo en Radio Rivadavia la tira deportiva de La Oral Deportiva.

#### Despedida de Fox Sports
El 21 de septiembre de 2020, anunció su salida de Fox Sports y el 15 de enero de 2021 su salida definitiva de Torneos tras 26 años.
El 26 de julio de 2021 se sumó como jurado en el renovado Los 8 escalones del millón conducido por Guido Kaczka por Canal 13 de Argentina.
El 5 de diciembre de 2021 vuelve a la televisión cómo periodista deportivo en el nuevo programa llamado ESPN Debate F en la plataforma Disney +.

## Programas de televisión
- El Equipo de Primera (1999-2000)
- Fox Sports Noticias (1997-2002)
- Central Fox (2009)
- Debate Final (2010)
- ShowMatch: Bailando 2014
- ShowMatch: Bailando 2016
- Liberman en Línea (2017-2019)
- Juego Sagrado (2017-2020)
- Agenda Fox Sports (2019-2020)
- Los 8 escalones del millón (2021-2022)
- ESPN Debate F (2021-2022)

## Youtube
| Año           | Programa     | Canal           | Rol            |
| ------------- | ------------ | --------------- | -------------- |
| 2021-presente | -            | Liberman Martín | Canal personal |
| 2024-2025     | Debate Final | GALACTICOS      | Conductor      |